# Dona de Mim (álbum)
Dona de Mim é o álbum de estreia da cantora brasileira Iza, lançado no dia 27 de abril de 2018 pela Warner Music Brasil. A cantora trabalhou no álbum por um montante de dois anos, lançando diversos singles avulsos entre 2017 e 2018. Inicialmente, o álbum tinha estreia prevista para dezembro de 2017, entretanto um dueto não havia sido finalizado, e a cantora optou por adiar o álbum até a canção ficar pronta. O álbum traz produção principal de Pablo Bispo, Ruxell e Sérgio Santos - que serve também como produtor executivo do álbum -, além de colaborações com diversos produtores como Alex Favilla, Bernardo leGrand, Brabo, HeadMedia, HitMaker e Jhama. 
Dona de Mim é predominantemente composto por canções do gênero pop e R&B, mas possui uma mescla de estilos como o reggae fusion, acid jazz e afrobeat. O álbum traz diversas colaborações como Carlinhos Brown, Gloria Groove, Ivete Sangalo, Marcelo Falcão, Rincon Sapiência, Ruxell e Thiaguinho. Dona de Mim foi aclamado pela crítica, recebendo elogios pela sua coesão e coerência, além de Iza ter recebido diversos elogios por sua performance vocal. O álbum foi precedido por dois singles: "Pesadão", dueto com Falcão, lançado em 5 de outubro de 2017, e "Ginga", com participação de Sapiência, lançado em 23 de março de 2018. Dona de Mim foi indicado ao Grammy Latino de 2018 na categoria Melhor Álbum Pop Contemporâneo em Língua Portuguesa.

## Antecedentes e lançamento
Após formar-se em publicidade e propaganda e trabalhar com marketing, Iza resolveu arriscar-se como cantora, postando vídeos de covers de canções internacionais no YouTube. O sucesso foi grande, e em 2016 a cantora assinou o contrato com a gravadora Warner Music Brasil. No mesmo ano, lançou seu primeiro single de estreia, a canção "Quem Sabe Sou Eu", que fez parte da trilha sonora da novela Rock Story da emissora Rede Globo. No ano de 2017, a cantora lançou diversos singles avulsos enquanto trabalhava no seu álbum de estreia, começando com a canção "Te Pegar" em janeiro, que obteve atenção da mídia devido ao clipe sensual com a participação do ator José Loreto. Em seguida, a cantora lançou a inédita "Vim Pra Ficar", o cover da canção "I Put a Spell on You" de Nina Simone (que ganhou grande notoriedade na mídia e fez parte da trilha sonora da novela Pega Pega), e "Esse Brilho é Meu". Durante o mesmo ano, a cantora revelou: "Já tenho músicas para um álbum inteiro, mas quero sentir o terreno antes de lançar qualquer coisa desse tamanho." No dia 23 de setembro, após sua participação no show do cantor norte-americano Cee Lo Green no Rock in Rio, a cantora anunciou a canção "Pesadão" como novo single. Logo após, a cantora conversou com o portal de música PopLine, adiantando que o álbum sairia naquele mesmo ano. Em seguida, a cantora anunciou o título do álbum, Dona de Mim, e que ele sairia em novembro de 2017, e posteriormente em dezembro do mesmo ano. No dia 19 de abril de 2018, a cantora revelou a capa do álbum e anunciou a data de lançamento do mesmo: 27 de abril de 2018.

## Composição
Dona de Mim é um álbum predominantemente R&B e pop, com influências de reggae fusion, acid jazz e afrobeat. O álbum é majoritariamente escrito e produzido por Pablo Bispo, Ruxell e Sérgio Santos - o último serve também como produtor executivo - e conta com faixas produzidas e compostas por outros compositores e produtores como Alex Favilla, Bernardo leGrand, Brabo (duo de produtores composto por Maffalda e Rodrigo Gorky), HeadMedia (duo de produtores composto por Marcelinho Ferraz e Pedro Dash), HitMaker, Jhama, Paulinho da Serrinha, entre outros. Iza coescreveu quatro das quatorze faixas. Sobre a experiência de trabalhar com Ruxell, Iza revelou que "o Ruxell é do trap, do afrobeat. Então eu busquei fazer coisas que gosto de cantar e também queria mostrar como a black music é rica. O disco tem coisas completamente diferentes, trap, blues, hip hop, samba – quer dizer, não o samba mais tradicional, mas tem cuíca, berimbau…" Numa entrevista para o jornal O Tempo, a cantora explicou o título do álbum:
| “ | Esse nome (“Dona de Mim”) remete muito ao autoconhecimento, e é exatamente isso que eu quero passar. Todas as minhas músicas, falando de paixão, de amor e de união, corroboram com esse título e confirmam que eu sou realmente dona de mim. | ” |

Em relação ao seu conteúdo lírico, a cantora afirmou que o álbum possui músicas com temas de sexo, festa e liberdade. No álbum, a cantora também experimenta diversas nuances na sua voz: na faixa "Você não vive sem", Iza utiliza um tom de voz mais grave; em "Lado B" sua voz aparece mais alegre; já em "No Ponto", sua voz está rouca, além da cantora utilizar os agudos. "Saudade Daquilo" e "No Ponto" são explicitamente sobre sexo, com a última falando sobre "o ponto G – a zona feminina que favorece o prazer e leva ao orgasmo com mais facilidade." Já a faixa "Você Não Vive Sem" aborda temas de paixão e convivência, com a cantora reiterando: "A gente entende que é uma pessoa dizendo para o parceiro que ele pode ir embora, porque no fim das contas ele vai se arrepender. No fim das contas, ninguém faz como eu faço e essa pessoa vai sentir falta disso." A cantora também revelou que a faixa "Ginga" foi a canção do álbum que deu mais trabalho, afirmando: "A gente fez uma versão, depois adaptou para outra versão, mudando a melodia, a métrica, essas coisas." A faixa "Corda Bamba", que conta com a participação da cantora Ivete Sangalo, foi a única a ser finalizada, o que fez com que o álbum fosse adiado. Segundo Iza, "Eu queria muito que ela entrasse no disco, e tem todo um processo de enviar a música pra equipe dela, leva um tempo. Ela é muito acessível, uma profissional incrível e foi importante ter essa parceria no álbum. Por isso não quis abrir mão de lançar com a música."

## Recepção
| Críticas profissionais | Críticas profissionais |
| Avaliações da crítica  | Avaliações da crítica  |
| Fonte                  | Avaliação              |
| ---------------------- | ---------------------- |
| G1                     | positiva               |
| Garage Livre           | positiva               |
| Nação da Música        | [ 18 ]                 |
| O Globo                | regular                |

Dona de Mim recebeu avaliações positivas da maioria dos críticos de música. Henry Zatz do site Nação da Música avaliou o álbum com 4.5 de 5 estrelas, notando que "o álbum, no geral, é muito bom e foi uma ótima estreia. A mistura de gêneros musicais é interessante, prende quem está ouvindo, e trazer outros cantores para participar também atrai novas pessoas para conhecer seu trabalho." Mauro Ferreira escreveu para o portal de notícias G1 que "o disco de Iza soa com mais energia do que os singles de possíveis aspirantes a uma vaga na constelação pop do Brasil." Ele também enalteceu a cantora, afirmando que "Iza pode até ter potencial para voos artísticos mais altos, mas apresenta em Dona de mim um som potente e atual que amplifica o brilho vocal da nova estrela pop do Brasil." Vitor Miranda, em sua crítica para o Garage Livre escreveu que Iza "entregou um álbum forte, com uma estética sonora admirável e, mesmo com o alcance mundial das plataformas digitais, genuinamente brasileiro." O crítico também enalteceu a performance vocal da cantora, classificando-a como "uma artista consistente e com identidade." Para a crítica do jornal O Globo, "as muitas participações (seis, num disco de 14 faixas) aliás, acabam prejudicando mais do que ajudando no quesito conceito," explicando que a cantora "não precisava de tanta chancela de nomes consagrados e/ou na crista da onda." A crítica foi positiva com a produção do álbum, chamando-a de "impecável" e concluiu que "'Dona de mim' fica aquém do potencial de IZA, mas mostra que, com experiência, conceito e repertório, a diva de Olaria tem tudo para construir uma carreira brilhante."
Dona de Mim foi eleito o 41º melhor disco brasileiro de 2018 pela revista Rolling Stone Brasil e um dos 25 melhores álbuns brasileiros do primeiro semestre de 2018 pela Associação Paulista de Críticos de Arte.

### Prêmios e indicações
| Ano  | Premiação                  | Categoria                                           | Resultado |
| ---- | -------------------------- | --------------------------------------------------- | --------- |
| 2018 | Grammy Latino              | Melhor Álbum Pop Contemporâneo em Língua Portuguesa | Indicado  |
| 2018 | Women's Music Event Awards | Melhor Álbum                                        | Venceu    |

## Divulgação

### Singles
"Pesadão", que conta com a participação do cantor Marcelo Falcão, foi lançada como primeiro single do álbum no dia 5 de outubro de 2017. A canção foi o primeiro sucesso da cantora nas rádios, entrando no ranking das cinco mais tocadas nas rádios de música pop da Billboard Brasil e alcançando o pico de número três.
"Ginga", que conta com a participação do rapper Rincon Sapiência, foi lançada como segundo single do álbum no dia 23 de março de 2018.
"Dona de Mim" foi escolhida como terceiro single do álbum, sendo confirmado pela cantora no seu próprio Instagram. O videoclipe estreou no dia 28 de setembro, mas desde o dia 17 de setembro a canção começou a ser tocada nas rádios.

### Turnê
Para divulgar o álbum, Iza embarcou na Turnê Dona de Mim que teve início em 2018.
Esta setlist é representativa do show do dia 10 de agosto de 2018, em São Paulo. Ela não representa todos os shows da turnê.
Ato 1
1. "Intro (Contém elemento de 'Te Pegar', 'Pesadão', 'Ginga')"
2. "Linha de Frente"
3. "Ginga (feat. Rincon Sapiência)"
4. "Bateu"
5. "Te Pegar"
6. "Break Dança"
7. "Rebola"
8. "No Ponto"
9. "Bad Romance" (cover de Lady Gaga)
10. "Você Não Vive Sem"
11. "Você Me Vira a Cabeça" (cover de Alcione)
12. "Saudade Daquilo"
13. "Lado B"
14. "Toda Sua"
15. "Esse Brilho é Meu"
16. "Pesadão"
17. "Dona de Mim"

#### Datas
| Data                      | Cidade                | Estado            | País             | Local                                          |
| ------------------------- | --------------------- | ----------------- | ---------------- | ---------------------------------------------- |
| América do Sul            |                       |                   |                  |                                                |
| 10 de agosto de 2018      | São Paulo             | São Paulo         | Brasil           | Audio Club                                     |
| 17 de agosto de 2018[A]   | São João de Meriti    | Rio de Janeiro    | Brasil           | Shopping Grande Rio                            |
| 19 de agosto de 2018[B]   | Cuiabá                | Mato Grosso       | Brasil           | Arena Pantanal                                 |
| 23 de agosto de 2018[C]   | Nova Lima             | Minas Gerais      | Brasil           | Mix Garden                                     |
| 24 de agosto de 2018[D]   | Belo Horizonte        | Minas Gerais      | Brasil           | Mirante Beagá                                  |
| 1° de setembro de 2018[E] | Florianópolis         | Santa Catarina    | Brasil           | Stage Music Park                               |
| 2 de setembro de 2018[F]  | Manaus                | Amazonas          | Brasil           | Plataforma Malcher                             |
| 7 de setembro de 2018[G]  | Teixeiras             | Minas Gerais      | Brasil           | Parque de Exposições Taticão                   |
| 27 de setembro de 2018[H] | São Paulo             | São Paulo         | Brasil           | Bulls Club                                     |
| 29 de setembro de 2018    | Salvador              | Bahia             | Brasil           | Ágatha Prime                                   |
| 11 de outubro de 2018[I]  | Porto Alegre          | Rio Grande do Sul | Brasil           | Pepsi On Stage                                 |
| 12 de outubro de 2018[J]  | Rio de Janeiro        | Rio de Janeiro    | Brasil           | Aterro do Flamengo                             |
| 13 de outubro de 2018[I]  | Uberlândia            | Minas Gerais      | Brasil           | Arena Sabiazinho                               |
| 20 de outubro de 2018[K]  | Rio Grande            | Rio Grande do Sul | Brasil           | Eventual Cassino                               |
| 21 de outubro de 2018[L]  | Rio de Janeiro        | Rio de Janeiro    | Brasil           | Marina da Glória                               |
| 26 de outubro de 2018[M]  | São Paulo             | São Paulo         | Brasil           | Sambódromo do Anhembi                          |
| 27 de outubro de 2018[K]  | Campinas              | São Paulo         | Brasil           | Campinas Hall                                  |
| 9 de novembro de 2018[N]  | São Paulo             | São Paulo         | Brasil           | Via Matarazzo                                  |
| 20 de novembro de 2018[O] | Ilhabela              | São Paulo         | Brasil           | Praia do Perequê                               |
| 24 de novembro de 2018[P] | Brasília              | Distrito Federal  | Brasil           | Estádio Nacional Mané Garrincha                |
| 7 de dezembro de 2018[Q]  | São Paulo             | São Paulo         | Brasil           | Bulls Club                                     |
| 8 de dezembro de 2018[R]  | Ponta Grossa          | Paraná            | Brasil           | Centro de Eventos de Ponta Grossa              |
| 29 de dezembro de 2018    | Maresias              | São Paulo         | Brasil           | Amstel Beach Club                              |
| 31 de dezembro de 2018[S] | Araruama              | Rio de Janeiro    | Brasil           | Praça de Eventos da Pontinha                   |
| 4 de janeiro de 2019[T]   | São Sebastião         | São Paulo         | Brasil           | Rua da Praia                                   |
| 5 de janeiro de 2019[U]   | Ilha Comprida         | São Paulo         | Brasil           | Arena de Eventos da Praia do Boqueirão Norte   |
| 2 de março de 2019[V]     | Brasília              | Distrito Federal  | Brasil           | Parque da Cidade                               |
| 3 de março de 2019[W]     | Rio de Janeiro        | Rio de Janeiro    | Brasil           | Sambódromo da Marquês de Sapucaí               |
| 4 de março de 2019[X]     | Rio de Janeiro        | Rio de Janeiro    | Brasil           | Sambódromo da Marquês de Sapucaí               |
| 5 de março de 2019[Y]     | Salvador              | Bahia             | Brasil           | Circuito Barra-Ondina                          |
| 20 de março de 2019       | São Carlos            | São Paulo         | Brasil           | Sesc São Carlos                                |
| 21 de março de 2019       | Ribeirão Preto        | São Paulo         | Brasil           | Sesc Ribeirão Preto                            |
| 22 de março de 2019[Z]    | Oceano Atlântico      | Oceano Atlântico  | Oceano Atlântico | Costa Fascinosa                                |
| 23 de março de 2019[AA]   | São Paulo             | São Paulo         | Brasil           | Parque Villa-Lobos                             |
| 24 de março de 2019       | Bauru                 | São Paulo         | Brasil           | Sesc Bauru                                     |
| 29 de março de 2019       | São José do Rio Preto | São Paulo         | Brasil           | Recinto de Exposições Alberto Bertelli Lucatto |
| 30 de março de 2019[BB]   | São Paulo             | São Paulo         | Brasil           | Nos Trilhos                                    |
| 7 de abril de 2019[CC]    | São Paulo             | São Paulo         | Brasil           | Autódromo de Interlagos                        |

A O show faz parte do Festival Sesc da Juventude.
B O show faz parte do Rock Arena.
C O show faz parte do Proação Fashion Day.
D O show faz parte do Breve Festival.
E O show faz parte do 1007 Festival.
F O show faz parte do Passo a Paço 2018.
G O show faz parte da Balada da Trans.
G O show faz parte do Nicoloco 2018.
I O show faz parte do Z Festival.
J O show faz parte do Aniversário do Cristo Redentor.
K O show faz parte da Festa Ginga.
L O show faz parte da Oktoberfest 2018.
M O show faz parte do Bota Fora Mackenzie.
N O show faz parte do Flexx 11 Anos.
O O show faz parte do Dia da Consciência Negra.
P O show faz parte do VIC 7 Anos.
Q O show faz parte da Festa da Trans.
R O show faz parte do Festival Planeta Mais.
S O show faz parte do Réveillon de Araruama.
T O show faz parte do Festival de Verão de São Sebastião.
U O show faz parte do Ilha Verão.

## Lista de faixas
| Edição padrão  |                                                                  |                                                   |                                       |         |  |
| N.º            | Título                                                           | Compositor(es)                                    | Produtor(es)                          | Duração |  |
| 1.             | "Ginga" (com a participação de Rincon Sapiência)                 | Pablo Bispo Sérgio Santos Ruxell Rincon Sapiência | Ruxell Santos Bispo                   | 3:00    |  |
| 2.             | "Bateu" (com a participação de Ruxell)                           | Iza Bispo Santos Ruxell                           | Ruxell Santos Bispo                   | 3:24    |  |
| 3.             | "Pesadão" (participação especial de Marcelo Falcão)              | Iza Falcão Bispo Santos Ruxell                    | Ruxell Santos                         | 3:19    |  |
| 4.             | "Corda Bamba" (com a participação de Ivete Sangalo)              | Bispo Santos Ruxell                               | Ruxell Santos Bispo                   | 2:44    |  |
| 5.             | "Rebola" (com a participação de Carlinhos Brown e Gloria Groove) | Bispo Santos Ruxell Groove                        | Ruxell Santos Bispo                   | 2:54    |  |
| 6.             | "Saudade Daquilo"                                                | Iza Bispo Santos Ruxell                           | Ruxell Santos Bispo                   | 2:58    |  |
| 7.             | "Engano Seu"                                                     | Joey Mattos Pedro Dash                            | HeadMedia                             | 2:45    |  |
| 8.             | "É Noix" (com a participação de Thiaguinho)                      | Bispo Santos Ruxell Jhama Pretinho da Serrinha    | Ruxell Santos Jhama da Serrinha       | 2:55    |  |
| 9.             | "Toda Sua"                                                       | Wallace Vianna André Vieira Matheus Santos        | Hitmaker                              | 3:24    |  |
| 10.            | "Você Não Vive Sem"                                              | Jhama Rapha Oliveira Ronaldinho Gaúcho            | Ruxell Santos                         | 3:17    |  |
| 11.            | "Dona de Mim"                                                    | Arthur Marques                                    | Brabo Ruxell [a] Santos [a]           | 3:29    |  |
| 12.            | "Lado B"                                                         | Bispo Ruxell Atman                                | Ruxell Santos Bispo                   | 2:57    |  |
| 13.            | "No Ponto"                                                       | Bernardo leGrand Alex Favilla Ruxell              | Ruxell Santos Favilla [a] leGrand [a] | 3:00    |  |
| 14.            | "Linha de Frente"                                                | Iza Bispo Santos Ruxell                           | Ruxell Santos Bispo                   | 2:25    |  |
| Duração total: | Duração total:                                                   | Duração total:                                    | Duração total:                        | 42:31   |  |

Notas
- ↑[a]  - denota um co-produtor

## Histórico de lançamento
| Região | Data                | Formato                    | Gravadora           |
| ------ | ------------------- | -------------------------- | ------------------- |
| Mundo  | 27 de abril de 2018 | Download digital streaming | Warner Music Brasil |
| Brasil | 11 de maio de 2018  | CD                         | Warner Music Brasil |